# Unio elongatulus
Unio elongatulus Pfeiffer, 1825 è una specie di mollusco bivalve d'acqua dolce presente nel bacino del Mediterraneo centrale (Italia e zone costiere di Slovenia e Croazia).
Già considerata specie valida (individuata nel 1825 da Carl Pfeiffer), venne successivamente sinonimizzata con Unio mancus; è stata tuttavia recentemente (2014) rivalidata.
Questa specie è sovrapponibile dal punto di vista morfologico ed ecologico alla specie Unio mancus. Come in tutti gli Unionidi, la plasticità della forma del guscio rende difficile e incerta l'identificazione solo su base morfologica. La distinzione fra le due specie è possibile con l'uso di tecniche molecolari.